# Aurel Mihailopol

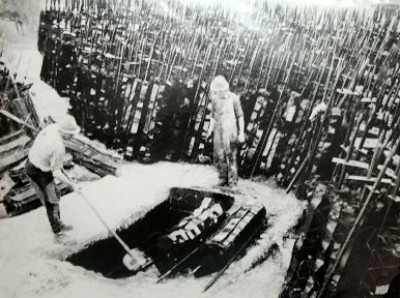
Judecata de Apoi (anii şaptezeci).

Aurel Mihailopol (n. 7 iulie 1928, Constanța – d. 5 decembrie 1982, București) a fost un fotograf român. Este considerat unul dintre cei mai talentați fotografi din anii regimul socialist în România. A fost cunoscut în epocă și ca „Fotograful desculț”, poreclă primită pentru nonconformismul său.

## Activitate
Mihailopol a lucrat timp de mulți ani la revista Flacăra, realizând reportaje alături de jurnalistul Tudor Octavian, iar mai apoi la revista Cinema. A fost distins cu mai multe premii internaționale de fotografie.
Cele mai multe fotografii executate de Mihailopol poartă titluri, la baza cărora se află de regulă o metaforă. Apropiații amintesc de obiceiul fotografului de a-și atârna aparatul la gât de dimineață, înaintea oricărei alte activități.

## Implicare politică
Fotograful a fost membru al Partidului Comunist Român, statut care i-a fost însă retras la momentul semnării apelului dat de Paul Goma în 1977. A fost dat afară și de la locul de muncă, pe atunci revista „Cinema”. Mihailopol a fost sprijinit mai apoi de ministrul Culturii, de politicianul Ștefan Andrei și de poetul Adrian Păunescu.

## Viața particulară
În copilărie, Aurel Mihailopol dorea să devină aviator, gând descurajat de mama lui din pricina riscurilor presupuse de meserie.
Aurel Mihailopol a fost căsătorit cu actrița Rodica Mandache; au avut împreună o fiică, regizoarea Diana Mihailopol. Fata avea cinci ani când tatăl ei a murit; temându-se de reacția ei, mama nu i-a spus acest lucru fetei decât cu un an mai târziu. Aurel Mihailopol a murit din cauza unui cancer la plămân la vârsta de 54 de ani. În epocă, s-a spus că a fost iradiat de către Securitate, afirmația dovedindu-se ulterior nefondată – moartea a fost cauzată mai curând de pasiunea fotografului pentru fumat.

## Cărți publicate
- Sărut mâna, coniță, a venit fotografu' (memorii)

## Filmografie
- Serata (1971)
- Zile fierbinți (1975)
- Rețeaua S (1980)